# Aphrophora phuliginosa
Aphrophora phuliginosa är en insektsart som beskrevs av Capanni 1894. Aphrophora phuliginosa ingår i släktet Aphrophora och familjen spottstritar. Inga underarter finns listade i Catalogue of Life.